# NGC 2571
NGC 2571 је расејано звездано јато у сазвежђу Крма које се налази на NGC листи објеката дубоког неба.
Деклинација објекта је - 29° 44' 57" а ректасцензија 8h 18m 56,3s. Привидна величина (магнитуда) објекта NGC 2571 износи 7,0. NGC 2571 је још познат и под ознакама OCL 701, ESO 431-SC5.